# Oreophoetophasma hennemanni
Oreophoetophasma hennemanni är en insektsart som beskrevs av Oliver Zompro 2002. Oreophoetophasma hennemanni ingår i släktet Oreophoetophasma och familjen Diapheromeridae. Inga underarter finns listade i Catalogue of Life.